# Archiwum Ruchu Robotniczego
Archiwum Ruchu Robotniczego – czasopismo ukazujące się nieregularnie w latach 1973–1988. Wydawane było przez Centralne Archiwum KC PZPR. Redaktorami naczelnymi byli Feliks Tych i Gereon Iwański. Łącznie wydano 11 tomów.